# アウディ賞
アウディ賞(Audie Awards) (またはAudies) は優れたオーディオブックに対して贈られる。アウディ賞はオーディオ出版社協会が1996年から主催している。毎年一月にノミネートが発表され春にアメリカのガラで開催されるブックエキスポ会場で受賞者が発表される。賞は30分野に贈られる。